# Ispringen
Ispringen est une commune de Bade-Wurtemberg (Allemagne), située dans l'arrondissement d'Enz, dans l'aire urbaine Nordschwarzwald, dans le district de Karlsruhe.
On y trouve une usine d'élastiques pour appareils dentaires.